# フランコ・マルゴーラ
フランコ・マルゴーラ（Franco Margola、1908年10月30日 - 1992年3月9日）は、イタリアの作曲家。
オルツィヌオーヴィ出身。幼時より音楽の才能を示し、ブレシアの音楽院に入ってヴァイオリン・和声・対位法を学んだ。その後の1933年、パルマの音楽院で作曲の学位を取得した。また学生時代にアルフレード・カゼッラと出会って作曲を師事し、その他にもイルデブランド・ピツェッティから影響を受けた。
1936年から1939年までブレシアで音楽史を教え、アルトゥーロ・ベネデッティ・ミケランジェリのためにピアノ協奏曲を作曲した。第二次世界大戦中も2つのオペラを作曲するなど活動していたが、1944年にブレシアがドイツ軍に占領されると、マルゴーラはミュールドルフに抑留された。戦後は1960年にカリャリの音楽院の院長となり、また1963年から1975年までパルマ音楽院で教壇に立った。
作品には2つの交響曲、2つのピアノ協奏曲、ヴァイオリン協奏曲、オーボエ協奏曲、ホルン協奏曲、チェロ協奏曲、8つの弦楽四重奏曲、室内楽曲、ギター曲などがある。